# Цінглок
Цінгло́к (рос. Цинглок, марій. Цинглок) — селище у складі Кілемарського району Марій Ел, Росія. Входить до складу Широкундиського сільського поселення.

## Населення
Населення — 4 особи (2010; 25 у 2002).
Національний склад (станом на 2002 рік):
- росіяни — 76 %